# Brachystelma schultzei
Brachystelma schultzei là một loài thực vật thuộc họ Apocynaceae. Đây là loài đặc hữu của Namibia. Môi trường sống tự nhiên của chúng là xavan khô. Chúng hiện đang bị đe dọa vì mất nơi sống.